# Angry Grandpa

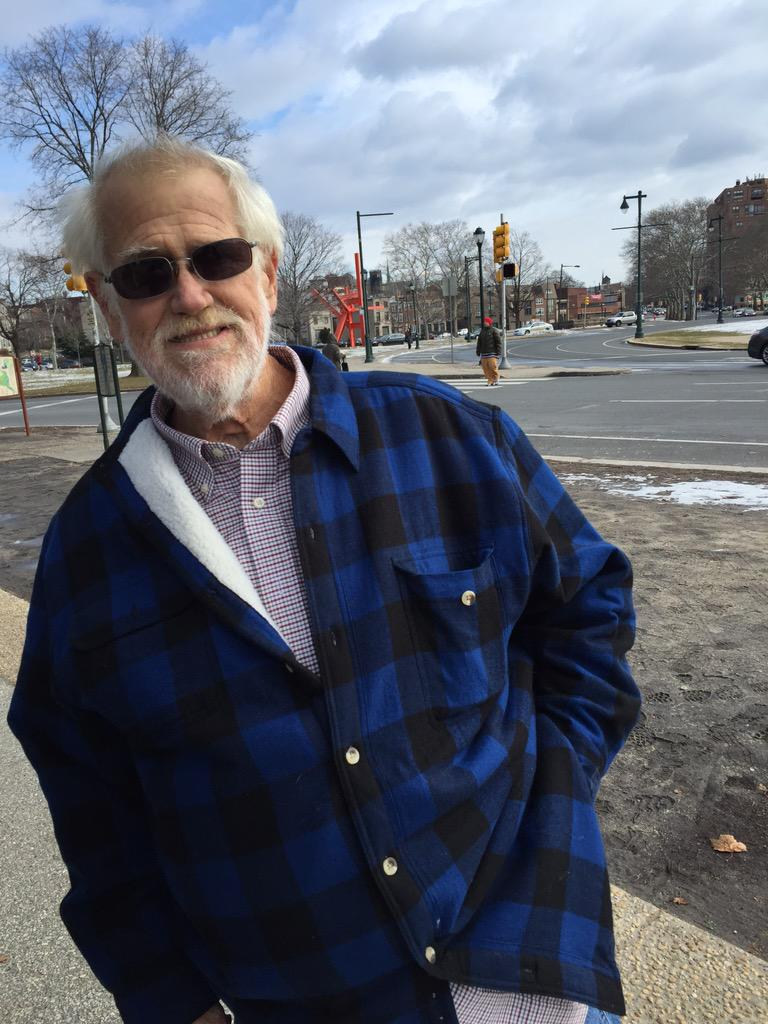
Angry Grandpa (2015)

Charles Marvin Green, Jr. (* 16. Oktober 1950 in Charleston, South Carolina; † 10. Dezember 2017 in Summerville, South Carolina), auch bekannt unter seinem Internetpseudonym Angry Grandpa war eine US-amerikanische Internet-Persönlichkeit. Einige seiner Videos waren schon im Fernsehen auf HLN, TruTV, Rude Tube und MTV zu sehen.

## Leben und Tod
Green wuchs nahe Sherwood Forest in Charleston, South Carolina, als Sohn von Charles Marvin Green Sr. (* 25. Januar 1925; † 6. Juli 1987), einem Veteranen des Zweiten Weltkriegs, und Dorothy Meyers Green (* 18. März 1926; † 25. Dezember 1999) auf. Zuletzt residierte Green im Kreis Charleston, nachdem er im Juli 2015 aus der Wohnwagensiedlung in Moncks Corner auszog.
Seit einem Magenbypass in den 1990er Jahren, litt Green unter dem Dumping-Syndrom. In Folge der daraus entstandenen Schmerzen, entwickelte er eine Sucht nach Schmerzmitteln, welche er aber 2014 unter Kontrolle brachte. Im Oktober 2006 wurde Green eine basketballgroße Hernie vom Bauch entfernt. Die Operation, bei welcher er auf dem Operationstisch wiederbelebt werden musste, hinterließ eine etwa 30 cm lange Narbe.
Im Februar 2017 gab Green in einem 8-minütigen Video bekannt, dass er an Hautkrebs leide. Im Verlauf wurde dieser operativ entfernt. In mehreren Videos ist zu sehen, wie sein Sohn Michael und seine damalige Freundin Lauren Davi seine OP-Wunde versorgten. 
Am 10. Dezember 2017 um 16:45 Uhr Ortszeit verstarb Green im Beisein seiner engsten Familienangehörigen in seinem Haus in Summerville, South Carolina, an den Folgen einer Leberzirrhose im Endstadium.

## TheAngryGrandpaShow
TheAngryGrandpaShow zählte über 4 Millionen Abonnenten und mehr als 1 Milliarde Videoaufrufe. Sein zweiter Kanal GrandpasCorner bezog sich hauptsächlich auf persönliche Geschichten und aktuelle, private Geschehnisse, die er in Form von Vlogs teilte und sogenannte Mailbag Mondays, an denen er regelmäßig Post seiner Zuschauer vor laufender Kamera öffnete.
In seinen Videos war Green, der unter einer bipolaren Störung litt, meist persönlich zu sehen, während er, meist negativ, auf bestimmte Dinge reagierte. Dazu zählten Streiche, die ihm sein jüngster Sohn Michael, der als Website-Webmaster und Grafikdesigner arbeitet, spielte und aktuelle Geschehnisse, wobei ihm Michaels langjährige Freundin, Bridgette West, oft zur Seite stand. In einem Artikel aus dem Jahr 2013 gab Green an, sämtliche Möbel und Elektronik, darunter Computer, Fernseher, und Telefone, zerstört zu haben. Im April 2012 veröffentlichte Green ein Video auf seinem Kanal bezüglich des Verkaufs einer Wohnwagensiedlung in North Charleston, in der er zur damaligen Zeit residierte. Schließlich wurde die Siedlung an einen Bauunternehmer verkauft, woraufhin er gezwungen war, in eine andere Wohnwagensiedlung zu ziehen.
Unter seinen meistaufgerufenen Videos befindet sich die Stellungnahme zum Tode Caylee Anthonys, die in der Sendung Dr. Drew auf dem amerikanischen Sender HNL ausgestrahlt wurde, und ein Kommentar bezüglich Justin Biebers errungenen zwei Millionen Aufrufen unter einem seiner Musikvideos. Seine Reaktion auf das Musikvideo Friday von Rebecca Black wurde ebenfalls viral und auf den Video-Charts 2011 von The Guardian aufgeführt. In seinem bisher meist angeklickten Video Angry Grandpa Destroys PS4 zerstört er, wie aus dem Titel zu entnehmen ist, die PlayStation 4 seines Sohnes, da dieser einen mit Green vereinbarten Termin ignorierte. Eines seiner ersten Videos unter seiner Identität des Angry Grandpa wurde im Jahr 2007 veröffentlicht und heißt Grandpa Ruins Christmas, das von seinem Sohn auf Break.com veröffentlicht wurde.